# Wahlen zum Repräsentantenhaus der Vereinigten Staaten 1950
Bei den Wahlen zum Repräsentantenhaus der Vereinigten Staaten 1950 wurden am 7. November 1950 die Abgeordneten des Repräsentantenhauses gewählt. Im Bundesstaat Maine fanden die Wahlen bereits am 11. September statt. Die Wahlen waren Teil der allgemeinen Wahlen zum 82. Kongress der Vereinigten Staaten in jenem Jahr, bei denen auch ein Drittel der US-Senatoren gewählt wurden. Da die Wahlen etwa in der Mitte der zweiten Amtszeit des Demokratischen Präsidenten Harry S. Truman stattfanden (Midterm Election), galten sie auch als Votum über die bisherige Politik des Präsidenten.
Zum Zeitpunkt der Wahlen bestanden die Vereinigten Staaten aus 48 Bundesstaaten. Die Zahl der zu wählenden Abgeordneten war 435. Die Sitzverteilung basierte auf der Volkszählung von 1940.
Die Wahlen ergaben für die Demokraten einen Verlust von 28 Sitzen. Mit nun 235 Kongressabgeordneten konnten sie ihre absolute Mehrheit allerdings behaupten. Die Republikaner konnten entsprechende Gewinne erzielen und kamen nun auf 199 Mandate im Repräsentantenhaus. Der Grund für die leichten Republikanischen Gewinne war vor allem der im Juni 1950 ausgebrochene Koreakrieg. Einige Wähler waren in diesem Zusammenhang mit dem Vorgehen der Demokratischen Bundesregierung nicht einverstanden. Präsident Truman wurde deshalb und wegen einigen innenpolitischen Entscheidungen wieder unbeliebter, was ebenfalls zu Lasten der Demokraten ging.
Vor allem in den Südstaaten knüpften Gesetze das Wahlrecht an ein bestimmtes Mindest-Steueraufkommen. Dadurch wurden ärmere Weiße, vor allem aber viele Afro-Amerikaner vom Wahlrecht ausgeschlossen. Diese Einschränkungen galten bis zur Verabschiedung des 24. Zusatzartikel zur Verfassung der Vereinigten Staaten im Jahr 1964.

## Wahlergebnis
- Demokratische Partei 235 (263) Sitze
- Republikanische Partei 199 (171) Sitze
- Sonstige: 1 (1)

Gesamt: 435 (435)
In Klammern sind die Ergebnisse der letzten Wahl zwei Jahre zuvor. Veränderungen im Verlauf der Legislaturperiode, die nicht die Wahlen an sich betreffen, sind bei diesen Zahlen nicht berücksichtigt, werden aber im Artikel über den 82. Kongress im Abschnitt über die Mitglieder des Repräsentantenhauses bei den entsprechenden Namen der Abgeordneten vermerkt. Das Gleiche gilt für Wahlen in Staaten, die erst nach dem Beginn der Legislaturperiode der Union beitraten. Daher kommt es in den Quellen gelegentlich zu unterschiedlichen Angaben, da manchmal Veränderungen während der Legislaturperiode in die Zahlen eingearbeitet wurden und manchmal nicht.